# Badanie opisowe
Badanie opisowe (ang. descriptive study)  – rodzaj badania naukowego mającego na celu opis częstości występowania chorób w danej populacji w zależności od cech osobowych (np. wiek, płeć) oraz warunków środowiskowych (np. klimat, wykonywany zawód, stan cywilny). Często badanie to stanowi pierwszy etap większego procesu badawczego. Opiera się na danych zbieranych rutynowo przez właściwe instytucje (np. GUS, stacje sanitarno-epidemiologiczne).
Badanie opisowe zajmuje się grupą pacjentów o podobnej diagnozie. Nie może prowadzić do wnioskowania, które można by uogólnić dla całej populacji pacjentów z daną chorobą. Badanie nie umożliwia też analizy związków przyczynowo-skutkowych, a jedynie pozwala zaobserwować trend (rosnący lub malejący) występowania danego zjawiska.
Badanie opisowe opiera się na populacjach (badanie korelacyjne, ang. correlational study) lub jednostkach (opisów przypadków, serie przypadków, badanie przekrojowe). Badanie opisowe nie posiada grupy kontrolnej.